# Душо Желев
Душо Желев Стоянов е български революционер, войвода на Вътрешната македоно-одринска революционна организация.

## Биография
| “ | Бай Никола, Моля Ви да вземитѣ портретитѣ ми отъ фотографчията Хаджи Колевъ и да испратите единъ на адресъ: Желю Стояновъ въ с. Еркечъ, Анхиалска околия, единъ вземете Вий, и единъ дайте на бай Георче. Всички сѫ платени. Твой: Душо | ” |
|   | |   |

Роден е в 1880 година в анхиалското село Еркеч. Учи в Анхиало и Бургас, а от 1896 година в Самоковското железарско училище и заедно с Никола Дечев и други ученици основава революционния кръжок „Трайко Китанчев“. Включва се активно в борбите на македонските и тракийските българи за освобождение. Четник е при Михаил Апостолов, а от 1900 година е четник на Георги Кондолов в Странджа.
От началото на 1901 година е четник в Кратовско, а по-късно до 1903 година е заместник-войвода на тиквешката чета на Добри Даскалов. По време на Илинденско-Преображенското въстание е войвода на техническата чета, част от няколкото чети нахлули в Кочанско от България под ръководството на Христо Чернопеев. След двуседмични сражения Желев с още няколко четници се оттегля в Кюстендил.
През февруари 1904 година навлиза в Македония, но четата му е разбита и той се спасява по чудо и се присъединява към четата на Петър Самарджиев. Участва в залавянето и обесването на тиквешкия каймакамин албанеца Ибрахим ага. До октомври 1904 година е районен войвода в Тиквеш, където работи заедно с Петър Юруков по възстановяването на организацията. В началото на ноември двамата се връщат в България, където Юруков се лекува. От началото на 1905 година Душо Желев е районен войвода в Малешевско, но в края на годината е тежко ранен и се връща в България.
След Младотурската революция в 1908 година Желев се установява в България. Член е на Илинденската организация. След освобождението на Вардарска Македония в 1941 година многократно посещава Македония. Умира през 1953 година.
Душо Желев оставя ръкописни спомени: „Спомени по освободителната борба на Македония и Одринско от турско робство“, съхраняващи се в Централния държавен архив.
- „Спомени...“ с. 2
- „Спомени...“ с. 3
- „Спомени...“ с. 188
- „Спомени...“ с. 189
- „Спомени...“ с. 190